# Neo-Modernismus
Mit dem Schlagwort Neo-Modernismus wird im konfessionellen Zusammenhang das theologische Bemühen bezeichnet, einige Teilaspekte des so gen. Modernismus als brauchbare Ansätze für eine Reform von Theologie und Kirche aufzugreifen. Meist wird der Begriff jedoch in kritischer Absicht verwendet, um die Nähe dieser Anstrengungen zum 1907 päpstlicherseits verurteilten Modernismus (alle Nachfolger bestätigten diese Verurteilung) aufzuzeigen. Die Meinung, ein Neo-Modernismus beherrsche heute den Katholizismus im europäisch geprägten Milieu, richtet sich insbesondere auf drei Konfliktfelder, „vorkonziliar“, im jüngsten Konzil und „nachkonziliar“. Wie das Aufkommen des Modernismus um 1900 vom damaligen wissenschaftlichen Weltbild abhängig war, so bleibt auch die Zukunft ähnlicher Auffassungen vom Erkenntnisstand der Wissenschaft nicht unbeeinflusst.

## Nouvelle Théologie
Konservative katholische Theologen sehen eine Kontinuität vom Modernismus, den Papst Pius X. 1907–1909 bekämpfte, zur so gen. „Schule von Lyon“ und der Nouvelle Théologie, als deren Mittelpunkt der Jesuit und Konzilstheologe Henri de Lubac und der Dominikaner Yves M.-J. Congar gelten, die beide von Papst Johannes Paul II. später zu Kardinälen ernannt wurden. Vor einigen Ansichten dieser neueren Richtung, insbesondere vor einer übereilten Übernahme moderner philosophischer Positionen, warnte bereits Papst Pius XII. in seiner Enzyklika Humani generis (1950). Auch Papst Paul VI. billigte dem Thomismus, anstatt moderner Philosophie, weiterhin eine Sonderstellung in der Priesterbildung als ratio recta zu (vgl. Apostolisches Schreiben Summi Dei Verbum vom 4. November 1963), aber keine Alleinstellung. 
Nach eigener Auffassung wandten sich die Urheber der neuen Theologie zwar nicht gegen den Hl. Thomas von Aquin und sein Werk, das zuletzt Papst Leo XIII. wieder stark gefördert hatte (so gen. Neoscholastik), wohl aber gegen eine als zu eng empfundene Schultheologie, die sich auf die Neoscholastik berief. Die existenzielle Umdeutung des Depositum fidei durch manche moderne Theologen wird übrigens mitunter auch von Atheisten (etwa Paolo Flores d’Arcais) als Flucht vor der Wahrheitsfrage empfunden. 
In der weiteren Ausweitung der neuen Ansätze (insb. wider das päpstliche Credo des Gottesvolkes von 1968) wurde jedoch eine anthropozentrische Vereinfachung der katholischen Lehre populär, wie sie z. B. im so gen. Holländischen Katechismus von 1966 (deutsch 1968) ihren Ausdruck fand. Dagegen ist zwar eine besondere Kardinalskommission eingeschritten, doch konnten auch deren Bemühungen die neue Lehre nicht mehr aufhalten. Diese ist heute, jedenfalls in Europa, in etliche religionspädagogische Materialien eingeflossen. Von deutschen Sympathisanten eines gemäßigten „Neo-Modernismus“ wie Werner Löser S.J., Peter Hünermann oder Peter Neuner wird die historisch-wissenschaftliche Relativierung des Dogmas jedoch, besonders unter ökumenischen Aspekt, für unausweichlich erachtet.

## Konzilstheologie
Aus der Sicht einiger Kritiker dieser neuen Ansätze sollte sogar die Erweiterung der vorkonziliaren Theologie um ältere theologische Ansichten (bestimmter Kirchenväter und Theologen des ersten christlichen Jahrtausends) im Ergebnis nur die Klarheit der Dogmatik schwächen. Motiv dieser Rückbesinnung auf ältere Traditionen sei ein unfruchtbarer ‚Archäologismus‘, der die Kirche für moderne, subjektive Wahrheitskriterien öffnen soll. Die theologischen Arbeiten des I. Jahrtausends würden nur „unter dem Vorwand ihres hohen Alters“ wieder ans Licht geholt, um mit solchen Zitaten den Neo-Modernismus zu verhüllen. 
Die Befürworter der vom Konzil gewollten Öffnung, hin zu einer größeren Bandbreite theologischer Erörterung, halten eine legitime Pluralität theologischer Konzepte jedoch für eine Bereicherung, die vielen Menschen überhaupt erst einen Zugang zur Religion ermöglicht habe. Die Kritiker der (wenigen) „Antimodernisten“ werfen diesen wiederum vor, mit ihrem Weltbild ihrerseits nur ein antiquiertes religiöses Bewusstsein widerzuspiegeln, anstatt den eigentlichen Lehraussagen der Kirche zu folgen.
Der Verzicht des Konzils auf Lehrverurteilungen markiere nicht die Absicht, ihm einen niedrigeren, nur „pastoralen“ Rang zuzuweisen. Vielmehr wirke diese Methode darauf hin, über die bloß formelhafte Abhandlung von Lehrsätzen (der so gen. Schultheologie) zu einer Gesamtschau des Glaubensguts zu gelangen. Dies sei kein Neo-Modernismus, sondern, im Gegenteil, die eigentliche Antwort an die Moderne und so der mühsame, aber unumgängliche Weg zur Überwindung der Krise des Humanismus.
Konzilspapst Johannes XXIII. war selbst kein Vertreter moderner theologischer Konzeptionen, sah jedoch die Notwendigkeit ein, das traditionelle Dogma in einer Sprache zu erläutern, die im heutigen Verstehenshorizont einleuchtet.

## Interreligiöser Dialog
Als Beweis für einen fortschreitenden Neo-Modernismus in der katholischen Kirche sieht die kritische Richtung der extremen Rechten (vgl. Integralismus) auch den interreligiösen Dialog an, dessen sinnfälliger Ausdruck die Gebetstreffen für den Frieden in Assisi 1986 und 2002 waren. Hier zeige sich, dass auch das päpstliche Lehramt den Paradigmenwechsel hin zum Subjektivismus und Naturalismus mitvollzogen habe. Die gemeinsame Aktion verschiedener Religionen sei dazu geeignet, die Wahrheit und auch die Wahrnehmung von Wahrheit in der Öffentlichkeit zu relativieren.
Papst Benedikt XVI. hingegen hat in einer Grußadresse zum 20. Jahrestag von Assisi im September 2006 sorgfältig unterschieden zwischen der Notwendigkeit eines authentischen Dialogs und den abirrenden Tendenzen, ohne damit eine Vermischung der religiösen Kulte zu billigen. Auch in Neapel hat sich der Papst am 21. Oktober 2007 für die Fortsetzung interreligiöser Bemühungen ausgesprochen.

## Gott und die Wissenschaft
Die Vertreter einer modernen Theologie wenden gegen die Kritik seitens des Traditionalismus ein, dass, wer die jüngeren Anstrengungen von Theologie und Kirche um ein vertieftes Verständnis des modernen Menschen, und insbesondere des atheistischen Humanismus, nur in den Kategorien des Modernismusstreits von 1907 (!) zu deuten verstehe, seinerseits die tiefgreifende Veränderung des modernen Weltbildes (auch infolge der humanitären Katastrophen des 20. Jh.) kaum zur Kenntnis genommen habe. Nicht selten bekenne sich als wertkonservativ, wer eigentlich doch nur in persönlicher Nostalgie verharre. Kaum zu bestreiten ist allerdings, dass das im christlichen Abendland entstandene moderne Weltbild den Religionen überhaupt ihre schwerste „Bewährungsprobe“ zumutet.
Zugleich hat sich die Naturwissenschaft aber bereits seit 1900 (Max Planck, Albert Einstein, Werner Heisenberg) der religiösen Frage gegenüber wieder geöffnet, indem sie heute die noch von Ernst Haeckel vertretene Allzuständigkeit für eine Aufklärung der Menschheitsprobleme (der „Welträtsel“) ablehnt. Allerdings beschränkt sich Wissenschaft nicht auf die Naturwissenschaften, sondern bezeichnet jede Form von Forschung um das menschliche Wissen zu erweitern.